# Du Pont Model G

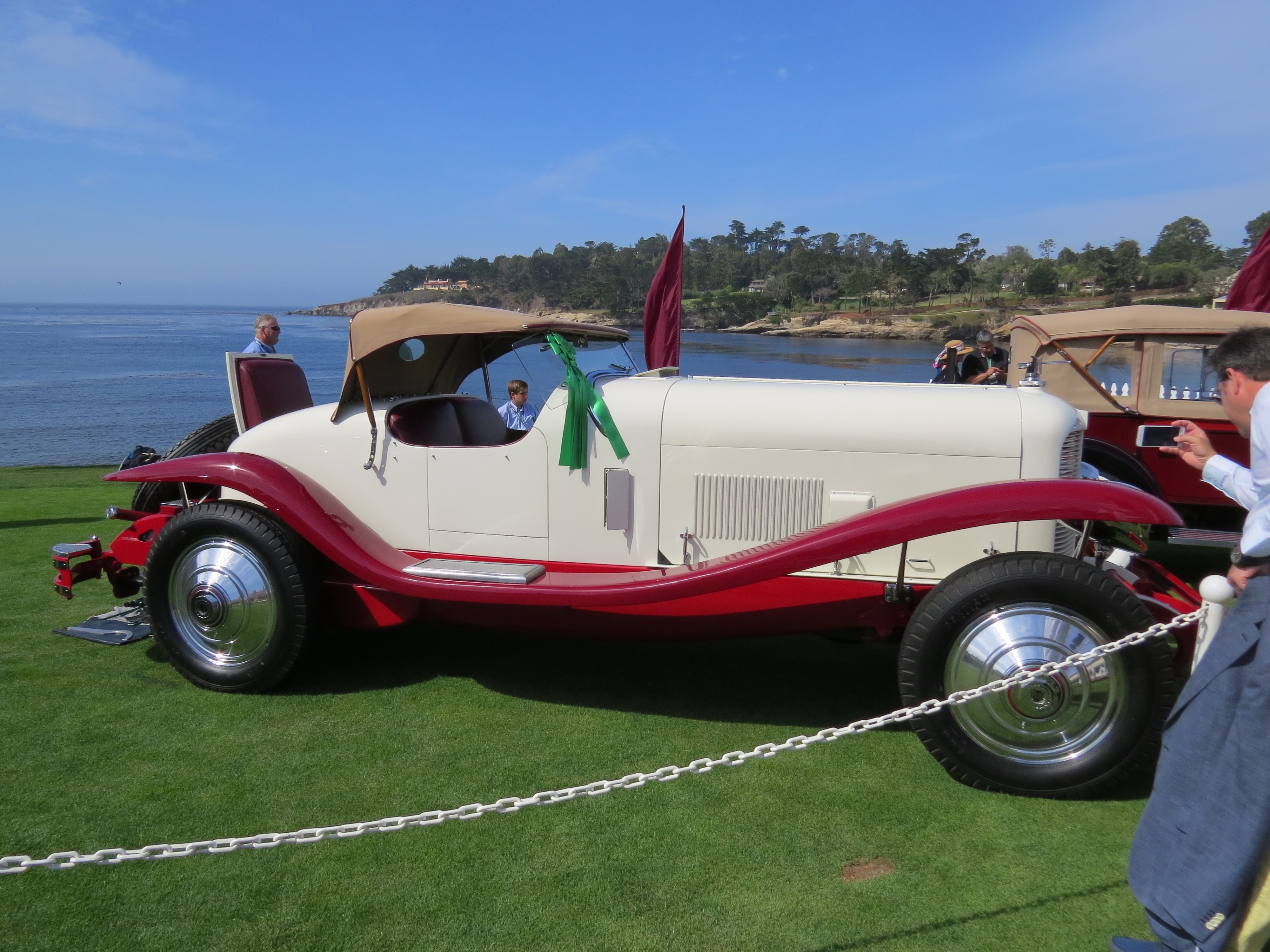
Du Pont Model G als Roadster

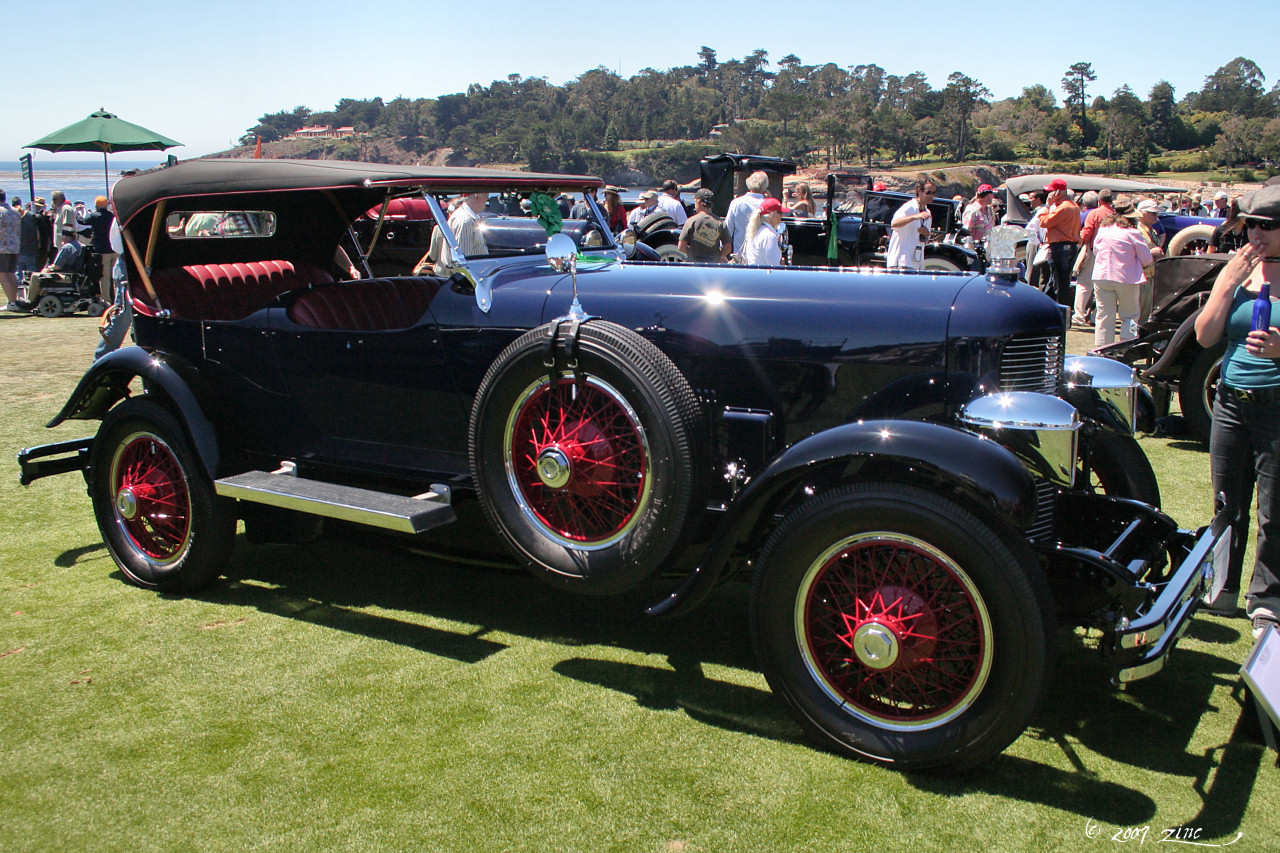
Du Pont Model G, als Convertible Victoria bezeichnet

Der Du Pont Model G ist ein Personenkraftwagen der Oberklasse. Hersteller war Du Pont Motors aus den USA.

## Beschreibung
Du Pont stellte das Fahrzeug 1929 als Nachfolger des Du Pont Model E vor.
Der Achtzylindermotor kam von der Continental Motors Company. Eine Quelle gibt an, dass es ein Reihenmotor war. Eine andere nennt einen V8-Motor. 3,375 Zoll (85,725 mm) Bohrung und 4,5 Zoll (114,3 mm) Hub ergaben 5278 cm³ Hubraum. Der Motor war nach dem N.A.C.C.-Rating mit 36,4 PS eingestuft. Eine Quelle gibt für die gesamte Bauzeit 125 PS an. Eine andere differenziert und gibt zunächst 114 PS und später 130 PS an. Der Motor ist vorne im Fahrgestell eingebaut und treibt die Hinterachse an.
Eine Quelle gibt an, dass es verschiedene Radstände von 125 Zoll (3175 mm) bis 150 Zoll (3810 mm) gab. Eine andere nennt nur 141 Zoll (3581 mm). Eine weitere Quelle gibt an, dass der Radstand bei einem Zweisitzer 130 Zoll (3302 mm) betrug.
Zur Wahl standen Tourenwagen, Roadster, Cabriolet und Limousine.
Die Produktion lief bis Januar 1932. Dann gab Du Pont den Automobilbau auf. Insgesamt entstanden 273 Fahrzeuge dieses Typs.
Eine Variante war der Du Pont Model H von 1931 mit einem anderen Fahrgestell.

## Motorsport
Du Pont meldete vier Model G Speedster zum 24-Stunden-Rennen von Le Mans 1929 an. Zunächst wurde den Wagen die Teilnahme verweigert, weil sie nur für zwei Personen zugelassen waren, das Reglement aber vier Plätze vorschrieb. In aller Eile wurde bei zwei Wagen der Umbau zu einem Viersitzer veranlasst. Schließlich schaffte es nur der Wagen mit der Nummer 2 an den Start. Das Fahrzeug lag auf Rang acht, bevor es durch einen Unfall ausschied.
1930 entstand für das Rennen Indianapolis 500 ein Rennwagen, der auch SG1 genannt wurde. Charles Moran Junior und George Reed erreichten in der Qualifikation Platz 19. Im Rennen schieden sie in Runde 22 aus.

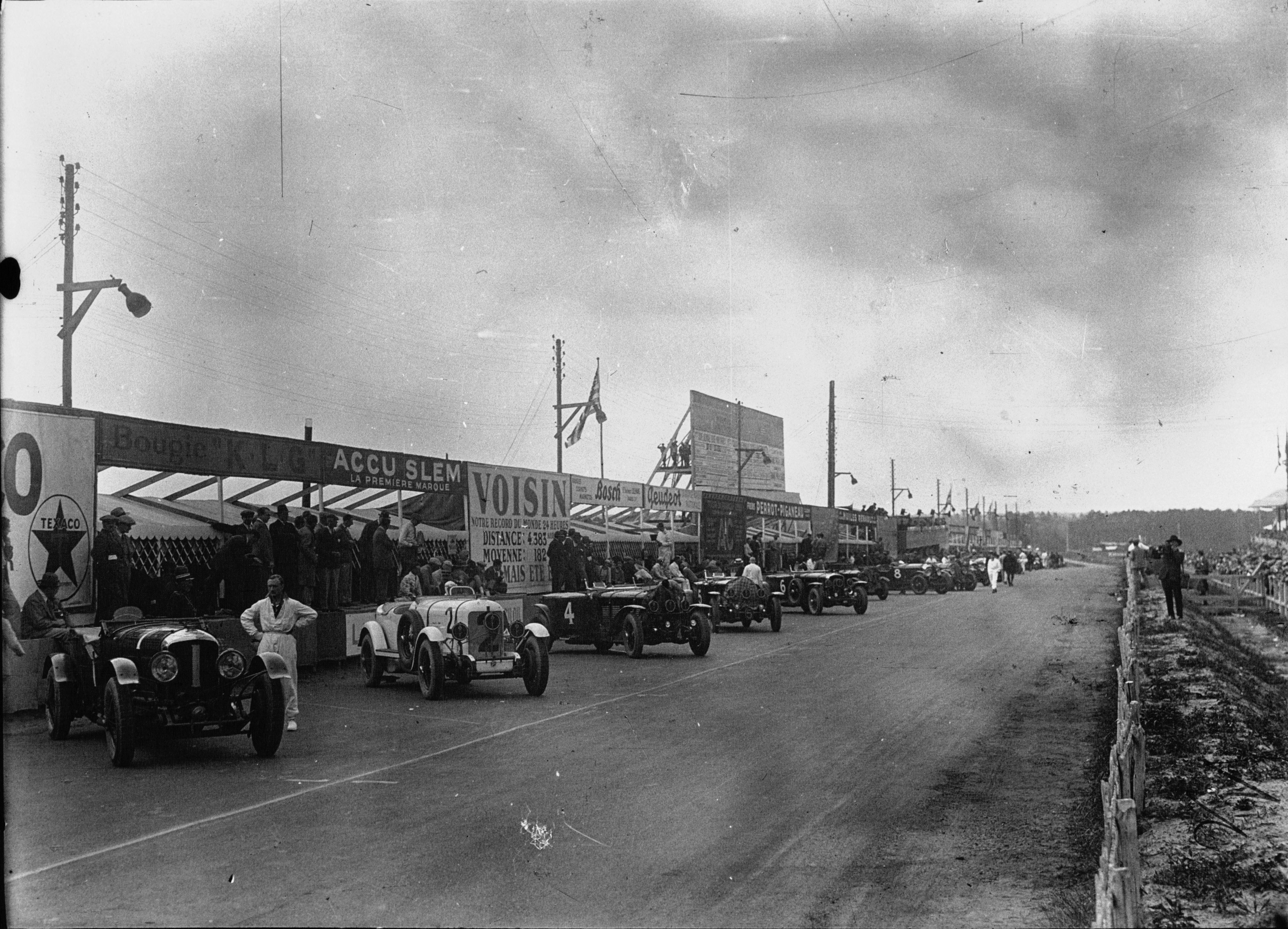
Startaufstellung zum 24-Stunden-Rennen von Le Mans 1929. Das weiße Fahrzeug mit der Nummer 2 ist ein Du Pont Model G
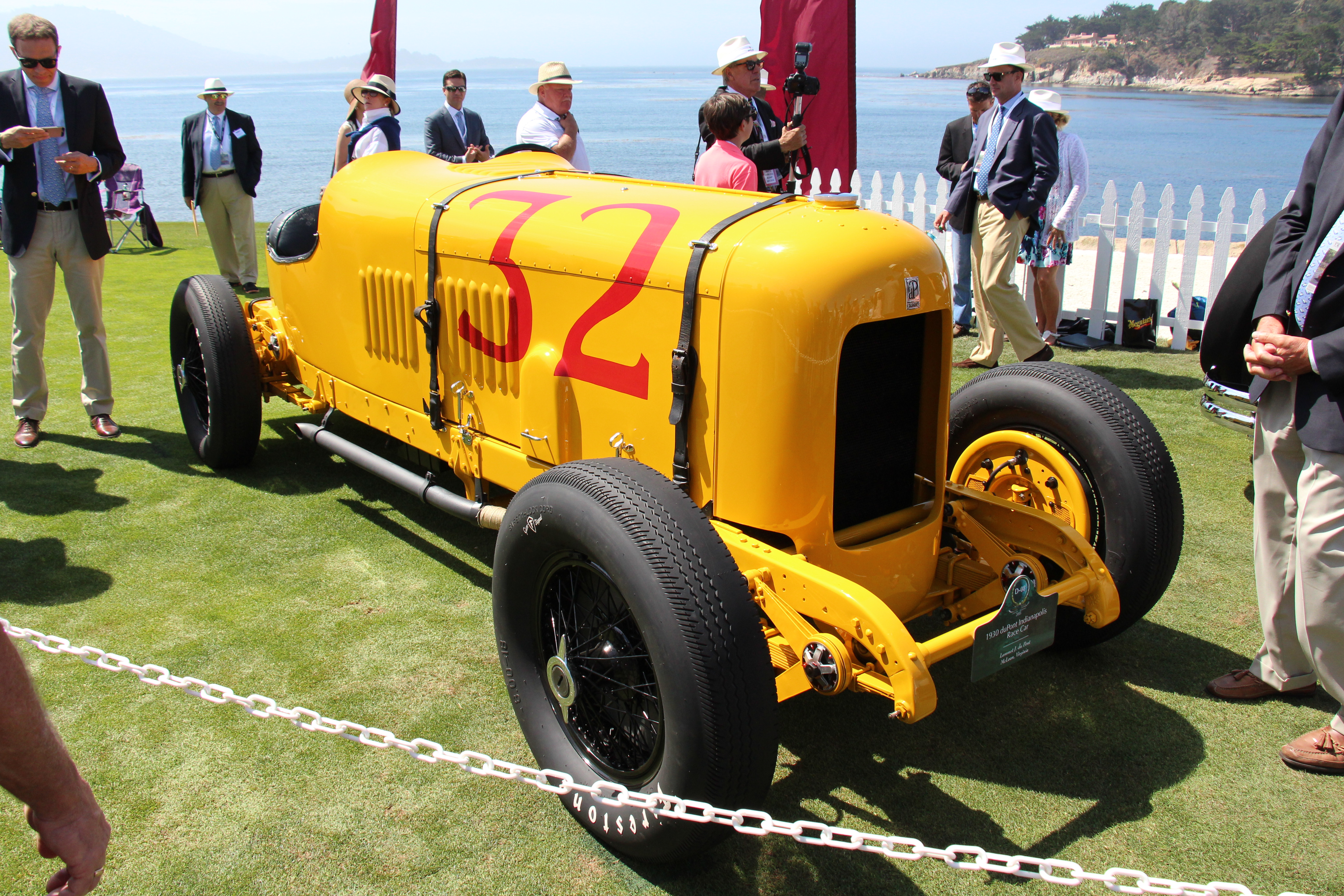
Der Rennwagen des 1930er Rennens Indianapolis 500